# Ягуново (Кемеровський округ)
Ягуно́во (рос. Ягуново) — село у складі Кемеровського округу Кемеровської області, Росія.

## Населення
Населення — 2471 особа (2010; 2286 у 2002).
Національний склад (станом на 2002 рік):
- росіяни — 94 %